# 라자루스 프로젝트
《라자루스 프로젝트》(영어: The Lazarus Project, 이전 제목 영어: The Heaven Project)는 2008년 공개된 미국의 스릴러 드라마 영화이다.

## 줄거리
범죄자 벤은 독살형에 처해진다. 그러나 다음 순간 영화는 멀쩡하게 살아서 도로를 걷다가 차를 얻어 타는 벤을 보여준다.
벤은 영문을 모르는 채로 오리건주의 정신 병원에서 관리인으로 일하기 시작한다. 곧 벤은 자신이 새 삶의 기회를 얻었지만 이 근방을 벗어나면 죽게 된다는 얘기를 듣는다.

## 출연진
- 폴 워커
- 린다 카덜리니
- 맬컴 굿윈
- 토니 커런
- 밥 건턴
- 파이퍼 페러보
- 랑베르 우일손
- 숀 해터시
- 브루클린 프루
- 타이 우드

## 기타 제작진
- 공동 제작: 에번 어스트라우스키, 브랜던 버텔
- 라인 제작: 하틀리 고런스틴
- 배역: 앤 매카시, 제이 스컬리
- 미술: 제러미 리드
- 세트: 셰인 뷰
- 의상: 린다 매든